# Monumento a los caídos de Saint-Louis
El Monumento a los caídos de Saint-Louis (en francés: Monument aux morts de Saint-Louis) o el «monumento de San Luis» es una plaza redonda cerca de la Iglesia de Saint-Louis (Alto Rin) en Alto Rin, Francia. Hay una estatua de una mujer que llora y un niño. En el centro de esta plaza, vemos una tumba. Esto simboliza a los hombres que murieron en el combate. En la parte superior de la estatua, se puede leer la frase La ciudad de St. Louis tiene sus hijos muertos en el campo de batalla. En las Ceremonias, tres bloques verticales se colocan detrás de la estatua, uno azul, uno blanco y otro rojo. Justo antes del bloque blanco y detrás de la estatua, se fija una cruz de oro de Lorena. Además se iza la bandera francesa.